# Fifth Monarchists
I Fifth Monarchists o Fifth Monarchy Men (Uomini della Quinta Monarchia) sono un movimento millenarista del '600 inglese.

## La Quinta Monarchia
I Fifth Monarchists si richiamavano a una teoria, basata sul testo del settimo capitolo del libro di Daniele, secondo la quale nella storia del mondo si erano succedute quattro monarchie e la quarta sarebbe stata seguita dalla Quinta Monarchia, quella di Cristo che avrebbe regnato sulla Terra per un millennio con i suoi santi.
Secondo i Fifth Monarchists (e questo li distingueva da altri millenaristi che avevano un atteggiamento di semplice attesa), i "santi" dovevano impegnarsi attivamente per preparare la strada all'arrivo di Cristo. In teoria, ciò poteva includere anche l'uso della forza. Di fatto, comunque, la violenza fu più che altro verbale. La grande maggioranza dei seguaci del movimento ritenevano che i "santi" dovessero entrare in azione solo di fronte a un chiaro segno divino. Solo in poche occasioni gruppi di uomini della Quinta Monarchia diedero vita a sollevamenti, che peraltro si rivelarono degli insuccessi.

## Idee politiche e sociali
I Fifth Monarchists si organizzavano in congregazioni, legate a figure carismatiche come Christopher Feake, John Rogers, Vavasor Powell, Morgan Llwyd. Erano diffuse soprattutto a Londra, ma anche, per l'influenza di Powell e Llwyd, nel nord del Galles. Nonostante si sentissero e fossero visti come un gruppo distinto e nonostante qualche tentativo di organizzazione in particolare a Londra, ma anche su scala nazionale, i Fifth Monarchy Men restarono sempre "un movimento scarsamente coordinato".
Avversi alla monarchia, sostenevano che a governare dovesse essere un gruppo di eletti del quale vedevano un modello nel sinedrio ebraico. Lo storico Bernard Capp, nel suo libro sugli uomini della Quinta Monarchia, ha osservato che "non c'era nulla di democratico nel programma dei Fifth Monarchists" e ha sottolineato il carattere elitista del movimento, notando come solo pochi suoi esponenti, come Mary Cary e soprattutto John Rogers, abbracciarono rivendicazioni legate ai diritti politici. John Spittlehouse sostenne che il voto dovesse essere dato solo agli ufficiali, dicendosi contrario all'estensione ai soldati. Ai dibattiti di Putney, il colonnello Nathaniel Rich si pronunciò contro l'estensione del suffragio dicendo che così facendo poteva "accadere che la maggioranza decida per legge [...] di abolire la proprietà privata".
Come gli altri movimenti radicali del tempo, erano comunque contrari a una chiesa nazionale e all'imposizione delle decime e condividevano la diffidenza verso la nobiltà, i monopoli, i grandi mercanti, gli avvocati. Morgan Llwyd sostenne anche la necessità di una ridistribuzione delle terre.
Diverse erano le idee delle varie congregazioni di Fifth Monarchists sulla posizione delle donne al loro interno. In generale, comunque, era riconosciuto il ruolo di "profetesse" come Anna Trapnel.

## Dall'esecuzione di Carlo I al Parlamento dei Nominati
L'esecuzione di Carlo I fu vista da molti millenaristi come l'inizio di una rivoluzione che si sarebbe estesa al mondo intero con la deposizione di tutti i re e il crollo della Chiesa cattolica. John Spittlehouse, in uno scritto dal significativo titolo Rome Ruin'd by Whitehall (1650), ammonì la curia romana che le vittorie dell'Esercito di nuovo modello avrebbero portato Hugh Peter (un noto predicatore radicale) a parlare dalla cattedra di Pietro.
I Fifth Monarchy Men erano presenti nell'Esercito di nuovo modello, anche con alti gradi come nel caso dei maggiori generali Thomas Harrison e Robert Overton. Quando Harrison fu incaricato di contrastare l'avanzata dell'esercito scozzese i leader di alcune congregazioni gallesi di Fifth Monarchists organizzarono battaglioni costituiti dai loro seguaci per appoggiarlo.
Nei primi mesi del 1653 furono portati attacchi vigorosi contro il Rump Parliament. Tra i più vivaci oppositori c'erano i Fifth Monarchists, secondo i quali si doveva sciogliere l'assemblea sostituendola con un nuovo parlamento composto soltanto di uomini votati alla causa. Il 20 aprile 1653, Oliver Cromwell mandò i soldati a sciogliere il Rump. Un ruolo importante fu giocato da Thomas Harrison.
Il nuovo parlamento nacque non da elezioni, ma da nomine fatte da Cromwell e dagli alti ufficiali dell'esercito ed è per questo conosciuto come "Parlamento dei Nominati". I membri del Galles del Nord furono scelti da Harrison e da Vavasor Powell. Tra i "nominati" c'erano almeno dodici fifth monarchists, tra i quali lo stesso Harrison e John Carew.
Lo scioglimento del Rump e la creazione di un nuovo parlamento in cui i Fifth Monarchists avevano una buona rappresentanza fece sì che il movimento cominciasse a vedere in Oliver Cromwell colui che stava aprendo la strada al regno di Cristo.

## Lo scioglimento del Parlamento dei Nominati
Prima della fine dello stesso 1653, Cromwell sciolse anche il Parlamento dei Nominati e i sentimenti dei Fifth Monarchists nei suoi confronti si capovolsero. Thomas Harrison dichiarò che non poteva più essere al servizio dell'esercito e fu privato dei suoi incarichi. In seguito gli fu ordinato di ritirarsi nella dimora paterna. Robert Overton proseguì la sua attività contro i realisti in Scozia, ma comunicò a Cromwell la sua delusione. I predicatori fifth monarchist criticarono duramente Cromwell. Il regime rispose mettendo agli arresti gli autori di prediche e libelli ostili come Feake, Powell, Spittlehouse (insieme al suo editore Livewell Chapman) e John Rogers che continuò a predicare dalla finestra della prigione. Anche la "profetessa" Anna Trapnel attaccò pesantemente Cromwell e pure lei subì il carcere.
L'opposizione dei Fifth Monarchy Men a Cromwell rimase in genere a livello di invettive, per quanto virulente come nel caso del predicatore John Jones che sosteneva che non si doveva considerare un assassino chi avesse ucciso Cromwell. Fece eccezione Thomas Venner che nel 1657 promosse un colpo di mano. L'azione fallì e Venner fu incarcerato alla Torre fino al 1659. Altri presunti complotti, invece, furono invenzioni del regime usate come pretesto per arrestare esponenti del movimento.

## La restaurazione
Con la restaurazione, la situazione peggiorò ancora per molti Fifth Monarchy Men.
Nell'ottobre 1660 Thomas Harrison e John Carew, che erano stati tra i membri della commissione che aveva giudicato e condannato a morte Carlo I, furono messi a morte Altri esponenti del movimento, tra i quali Robert Overton e William Allen, furono arrestati con vaghe accuse di complotti. John Rogers e John Canne fuggirono in Olanda. Christopher Feake e Vavasor Powell furono arrestati.
Nel gennaio del 1661 Thomas Venner guidò un'altra insurrezione. Il tentativo fu sventato. Venner, catturato, fu giustiziato e la sua testa fu esposta sul ponte di Londra. La rivolta di Venner servì anche come pretesto per introdurre restrizioni sulle conventicles.
Nel novembre 1661 fu giustiziato John James, con l'accusa, probabilmente falsa, di complotto e tradimento. Negli anni successivi alcuni Fifth Monarchists furono coinvolti in azioni antimonarchiche come il complotto di Thomas Tong dell'autunno 1662 e la rivolta dello Yorkshire del 1663.
Nel 1671 un sostenitore della Quinta Monarchia, John Mason, fu implicato nei sabotaggi di macchine che furono messi in atto a Londra.